# 大阪市立東井高野小学校
大阪市立東井高野小学校（おおさかしりつ ひがしいたかの しょうがっこう）は、大阪府大阪市東淀川区にある公立小学校。
大阪市立井高野小学校の分校として1966年に開設され、1975年に独立開校した。大阪市の北東端、摂津市に接する地域を校区としている。

## 沿革
- 1966年4月1日 - 大阪市立井高野小学校分校を設置。
- 1975年4月1日 - 大阪市立東井高野小学校として独立開校。

## 通学区域
- 大阪市東淀川区 井高野2丁目・4丁目の全域、井高野3丁目の大半。

卒業生は大阪市立井高野中学校に進学する。

## 交通
- 大阪シティバス 井高野車庫前バス停。
- 地下鉄今里筋線 井高野駅 北へ約600m。
- 阪急京都線 相川駅 北東へ約2km。